# Loïk Le Priol
Le texte peut changer fréquemment, n’est peut-être pas à jour et peut manquer de recul. 
Le titre et la description de l'acte concerné reposent sur la qualification juridique retenue lors de la rédaction de l'article et peuvent évoluer en même temps que celle-ci.
Loïk Le Priol, né le 12 juin 1994, est un militant d'extrême droite français. Il est condamné en juin 2022 à quatre ans de prison, dont deux avec sursis, pour avoir torturé un ancien président du Groupe union défense (GUD) en octobre 2015. Il est aussi mis en cause comme co-auteur dans l'assassinat du rugbyman argentin Federico Martín Aramburú le 19 mars 2022 à Paris.

## Biographie

### Famille
Loïk Le Priol est issu d'une famille d'extrême droite : son père, Denis Le Priol, ancien parachutiste au 17e régiment du génie parachutiste de Montauban, responsable de l'Union nationale des parachutistes et propriétaire d'une boutique de réparation de Jeep militaires, a été proche de la Fédération d'action nationale et européenne (FANE) ; l'une de ses sœurs fut responsable Île-de-France du Renouveau français, mouvement national-catholique.

### Carrière, militantisme et premières affaires de violence

#### Début de carrière dans l'armée
Loïk Le Priol s'engage à l'École des mousses en 2010. À la sortie de cette école, il est affecté dans les fusiliers marins. Désireux d'intégrer les Forces spéciales de la Marine nationale, il réussit le stage commando et devient commando marine. Il est affecté au commando de Montfort, ce qui l'amène à participer à des opérations extérieures au Mali à partir de 2013. Sa participation aux combats au Mali lui vaut d'être récompensé par deux citations,,. Selon Le Point, il aurait participé à des opérations d'élimination de chefs djihadistes au Mali entre 2013 et 2015. Son casier judiciaire mentionne une condamnation pour violences en 2013.

#### Acte de violence allégué à Djibouti
Selon Marianne, en mission à Djibouti en 2015, il aurait frappé et étranglé une prostituée à Arta, ce qui a conduit la France à verser 350 000 francs Djibouti (l'équivalent de 1 700 euros) en guise de réparation, à l'État djiboutien,,. Selon Mathieu Molard, rédacteur en chef de StreetPress, « l'armée française a payé pour le tirer d'affaire et il a échappé à une condamnation »,.

#### Retour en France et militantisme
Il est rapatrié en 2015 en raison d'un trouble de stress post-traumatique, selon Var-Matin.
De retour en France, il milite au sein du syndicat d'extrême droite Groupe union défense (GUD), dont il serait devenu un des leaders selon le site antifasciste du Réseau d'étude, de formation et de lutte contre l'extrême droite et la xénophobie (REFLEXes). D'après Le Point, depuis 2015, il fréquente les milieux d'extrême droite « quasiment à plein temps » et poursuit pendant un temps une relation avec l'une des filles de Frédéric Chatillon, ancien militant du GUD proche de Marine Le Pen.

#### Entrepreneuriat
En mars 2016, il lance la marque de vêtements « Babtou Solide Certifié », visant un public identitaire (le mot Babtou est obtenu par inversion des syllabes de toubab, un terme utilisé en Afrique de l'Ouest pour désigner les Blancs d'ascendance européenne). Des personnalités d'extrême droite comme Julien Rochedy ou Christian Piquemal en font la publicité. Elle est radiée du registre national du commerce et des sociétés en juin 2017. Le Priol se lance ensuite comme revendeur indépendant pour une société de ventes multi-niveaux, puis rejoint l'entreprise de réparation et de location de Jeep militaires de son père.
En octobre 2020, il apparaît aux côtés de son ami Romain Bouvier au volant d'un véhicule de l'avant blindé de l'armée française dans le clip La Zone du rappeur Ninho.

## Affaires judiciaires

### Condamnation pour violences
En février 2015, son ami Romain Bouvier et lui, ivres, agressent à coup de poings américains et de bombe lacrymogène deux jeunes de 19 ans qui se prenaient en photo devant la Jeep de Le Priol. Une des victimes se voit prescrire six jours d'interruption temporaire de travail. Bouvier et Le Priol sont condamnés en 2017 à une peine d'un an de prison avec sursis et à 2000 euros chacun pour le préjudice moral[à vérifier],,.

### Affaire Edouard Klein
Loïk Le Priol est poursuivi en justice pour actes de torture. Le 8 octobre 2015, avec la complicité de quatre autres personnes (Logan Djian – alors chef du GUD –, Romain Bouvier, Kleber Vidal et Geoffrey Le Noir), il aurait humilié, tabassé et menacé de mort Édouard Klein, ancien président du GUD. Dans la vidéo de la scène de violence, qu'il filme lui-même, on le voit déshabiller la victime, la frapper, et la menacer de le sodomiser en brandissant un couteau,,. Pour ces actes de torture, Loïk Le Priol et Logan Djian sont mis en examen et placés en détention provisoire. Après dix jours d'incarcération, ils paient chacun leur caution de 25 000 € et sont libérés. En réalité, leurs cautions n'auraient pas été payées par eux-mêmes mais par la société Financière Agos d'Axel Loustau et « une entreprise détenue par des proches de Djian, chargée de la propagande électorale de candidats frontistes lors des élections régionales, en 2015 »,,.
L'enquête interne de l'armée lui vaut de perdre son contrat militaire en octobre 2017,. Il en est renvoyé après deux ans de congé maladie, « au motif de son implication dans des actes de violence graves, incompatibles avec l'état de militaire ».
Les cinq hommes sont renvoyés devant le tribunal correctionnel pour « violences volontaires aggravées » pour trois circonstances : en réunion, sous la menace d'une arme et avec préméditation. Le procès, maintes fois reporté, s'ouvre le 1er juin 2022,,,. Le 29 juin 2022, Le Priol écope de quatre ans de prison dont deux fermes, ; ses complices Bouvier et Djian sont condamnés à cinq ans de prison dont trois avec sursis, Vidal à trois ans sous bracelet électronique dont un avec sursis et Le Noir à deux ans de prison avec sursis.

### Affaire du meurtre de Federico Martín Aramburú
Le 19 mars 2022, peu avant 6 heures du matin, une personne vient demander quelque chose, probablement une cigarette, à Loïk Le Priol et Romain Bouvier membres du GUD et sous contrôle judiciaire — ils ont interdiction de se voir —, attablés à un bar parisien. Sa demande se voit brutalement refusée et l'homme subit moqueries et humiliation à caractère racistes.
Toujours selon des témoignages, le rugbyman argentin Federico Martín Aramburú et son ancien coéquipier néo-zélandais Shaun Hegarty, de passage dans la capitale française pour assister au match de rugby France-Angleterre interpellent alors Loïk Le Priol et Romain Bouvier et leur demandent de se calmer. La tension monte alors, et au moment où Aramburú et Hegarty décident de quitter le bar, une bagarre éclate.
Les deux groupes sont ensuite séparés par les videurs du bar et repartent chacun de leur côté. Federico Martín Aramburú et Shaun Hegarty descendent le boulevard Saint-Germain et font halte dans un hôtel pour soulager leurs blessures. En sortant de l'hôtel, Loïk Le Priol et Romain Bouvier les rejoignent dans une Jeep conduite par Lyson Rochemir, la petite amie de Le Priol.
Romain Bouvier est le premier à repérer les rubgymen sur lesquels il fait feu à quatre reprises. Loïk Le Priol arrive peu de temps après en courant et abat Federico Martín Aramburú de six balles dans le dos,,,.
Rapidement identifiés grâce à des témoins et des images de vidéosurveillance, les trois suspects de l'affaire sont tour à tour arrêtés, mis en examen et placés en détention provisoire. La conductrice de la jeep est interpellée le 21 mars, mise en examen pour complicité d'assassinat et écrouée,. Romain Bouvier est appréhendé par la Brigade de recherche et d'intervention (BRI) à Sablé-sur-Sarthe le 23 mars, puis mis en examen pour assassinat et « détention d'armes » de catégories B et C et incarcéré à la prison de la Santé.
La cavale de Loïk Le Priol prend fin dans la nuit du 22 au 23 mars lorsqu'il est contrôlé à la frontière hongro-ukrainienne au niveau du village de Záhony. Les autorités hongroises découvrent alors trois couteaux, un gilet pare-balles et un casque dans sa voiture. En garde à vue, il leur indique qu'il a une formation militaire et qu'il souhaite combattre en Ukraine contre l'invasion russe. Le 25 mars, il comparaît devant le tribunal de Budapest qui annonce son intention de le remettre aux autorités françaises. Le 31 mars, il atterrit à l'aéroport de Roissy-Charles-de-Gaulle où il est immédiatement placé en rétention judiciaire, avant d'être présenté à la juge d'instruction chargée de l'enquête. À la demande de son avocat et du Procureur de la République, l'audience se déroule à huis clos, pour préserver la sérénité des débats selon le parquet, et en raison « des menaces de mort [...] de la communauté basque, de l’extrême gauche et de l’ultragauche » qui pèseraient sur la famille de Loïk le Priol selon son avocat. À l'issue de l'audience, Loïk Le Priol est mis en examen pour assassinat et placé en détention provisoire en raison d'un risque de « réitération ».
En décembre 2022, Lyson Rochemir est remise en liberté sous contrôle judiciaire après neuf mois de détention provisoire, les deux autres principaux suspects restant détenus.
En août 2024, le parquet de Paris requiert un procès pour assassinat contre Le Priol et Bouvier, et un procès pour une femme et un homme soupçonnés d'être impliqués dans cette affaire.

## Distinctions
- Croix de la Valeur militaire (2 citations)[3]
- Médaille d'Outre-Mer[3]
- Médaille de la Défense nationale, échelon bronze[3]